# Domaren
Domaren är en svensk dramafilm från 1960, regisserad av Alf Sjöberg. Filmen visades som Sveriges bidrag vid Filmfestivalen i Cannes 1961. Som förlaga till filmen har man Vilhelm Mobergs teaterpjäs Domaren som uruppfördes 1957.

## Handling
Poeten Krister Langton återvänder hem från en längre tids vistelse i Italien och upptäcker att hans förmyndare, domare Cunning, svindlat bort Kristers förmögenhet.

## Om filmen
Filmen spelades in vid Sandrewateljéerna och hade premiär den 14 oktober 1960 på biograf Royal i Stockholm. Den har visats vid ett flertal tillfällen i SVT, bland annat i maj 2019.

## Rollista i urval
- Ingrid Thulin – Brita Randel
- Gunnar Hellström – Albert Arnold, statsåklagare
- Per Myrberg – Krister Langton, poet, Britas fästman
- Georg Rydeberg – Edvard Cunning, domare i statsrätten
- Naima Wifstrand – fru Wangdorff, sånglärarinna
- Ulf Palme – doktor Leonard, överläkare vid psykiatriska sjukhuset
- Åke Lindström – Lanner, redaktör för tidningen Folktribunen
- Elof Ahrle – Thorvald, redaktionssekreterare på Folktribunen
- Holger Löwenadler – rättsombudsman
- Olof Widgren – ordförande i statsrätten
- Georg Årlin – direktör Randel, Britas far
- Ingrid Borthen – fru Randel, Britas mor
- Inga Gill – servitris

## Musik i filmen
- Sjungom studentens lyckliga dag (Studentsång), kompositör Prins Gustaf, text Herman Sätherberg, sång Barbro Ericson
- Tänker du att jag förlorader är, sång Naima Wifstrand.
- Ja, må han leva!
- La Marseillaise (Marseljäsen), kompositör och fransk text Claude Joseph Rouget de Lisle, svensk text 1889 Edvard Fredin, instrumental